# Müntschemier
Müntschemier (fr. Monsmier) – gmina (niem. Einwohnergemeinde) w Szwajcarii, w kantonie Berno, w regionie administracyjnym Seeland, w okręgu Seeland. 

## Demografia
W Müntschemier mieszka 1 561 osób. W 2020 roku 31,6% populacji gminy stanowiły osoby urodzone poza Szwajcarią.

## Współpraca
Miejscowość partnerska:
- Hardheim, Niemcy

## Transport
Przez teren gminy przebiegają drogi główne nr 10 i nr 237.